# Тынково (Бургасская область)
Тынково (болг. Тънково) — село в Болгарии. Находится в Бургасской области, входит в общину Несебыр. Население составляет 1421 человек (2022).

## Политическая ситуация
В местном кметстве Тынково, в состав которого входит Тынково, должность кмета (старосты) исполняет Христо Николов Николов (Болгарский земледельческий народный союз (БЗНС)) по результатам выборов правления кметства.
Кмет (мэр) общины Несебыр — Николай Кирилов Димитров (независимый) по результатам выборов в правление общины.